# Agylla prasina
Agylla prasina är en fjärilsart som beskrevs av Moore 1910. Agylla prasina ingår i släktet Agylla och familjen björnspinnare. Inga underarter finns listade i Catalogue of Life.